# Belagerung von Andros
Sybota – Potidaia – Spartolos – Stratos – Naupaktos – Plataiai – Olpai – Tanagra – Pylos – Sphakteria – Korinth – Megara – Delion – Amphipolis – Mantineia – Melos – Syrakus – Milet – Syme – Eretria – Kynossema – Abydos – Kyzikos – Ephesos – Chalkedon – Byzanz – Andros – Notion – Mytilene  – Arginusen – Aigospotamoi
Die Belagerung von Andros war eine Operation im Peloponnesischen Krieg, mit der Athen im Jahre 408 v. Chr. versuchte, seine verlorenen Positionen in der Ägäis zurückzugewinnen. Nach zwei Jahren wurde sie erfolglos abgebrochen.

## Vorgeschichte
Nach seinen Erfolgen am Hellespont (Schlacht von Kyzikos, 410 v. Chr.) und am Bosporus (Eroberung von Byzanz, 408 v. Chr.) kehrte Alkibiades im Sommer 408 v. Chr. im Triumph nach Athen zurück. Nachdem er zum Oberbefehlshaber der attischen Streitkräfte (strategos autokrator) ernannt worden war, ließ er ein Expeditionskorps von 1.500 Hopliten und 150 Reitern ausrüsten und fuhr mit 100 Schiffen ab, um die abtrünnigen Inseln der Ägäis wieder unter athenische Herrschaft zu bringen. In seiner Begleitung waren außerdem zwei Kollegen: Aristokrates, ein angesehener Politiker und erfahrener Feldherr und Adeimantos, der vermutlich wegen seiner persönlichen Freundschaft mit Alkibiades in das Amt des Strategen gewählt worden war.

## Landung und Schlacht
Die nächste nicht ganz unbedeutende Insel, die sich Athen widersetzte, war Andros, südöstlich von Euboia am Weg zum Hellespont gelegen, das seit den verfassungspolitischen Wirren des Jahres 411 v. Chr. eine oligarchische Regierung hatte, die sich dem Peloponnesischen Bund angeschlossen hatte. 
Alkibiades landete im Hafen von Gaurion, den er rasch befestigte, und wandte sich dann gegen die gleichnamige Hauptstadt Andros. Die Andrier rückten ihm mit ihrem Auszug entgegen und lieferten eine Schlacht, in der sie besiegt wurden. Nachdem die mit ihnen kämpfenden Spartaner allesamt gefallen waren, zogen sie sich hinter ihre Mauern zurück.

## Belagerung
Da er die Stadt nicht einnehmen konnte, ließ Alkibiades sie mit einer Einschließungsmauer umgeben. Dann überließ er die Leitung der Belagerung dem Feldherrn Thrasybul und fuhr mit dem Gros seiner Streitmacht weiter nach Samos, von wo er Kos und Rhodos plünderte. 
Nach einiger Zeit wurde auch Thrasybul der Belagerung überdrüssig und ließ sich durch seinen Kollegen Konon ablösen, um selbst eine weitere Belagerung in Phokaia einzuleiten. Konon kommandierte 20 Schiffe vor Andros, blieb jedoch ebenfalls nicht lange, da er nach der Schlacht von Notion (407 v. Chr.) von den Athenern zum Nachfolger für den abgesetzten Alkibiades ernannt wurde. 
Als letzter Kommandant der Belagerung von Andros wird der Stratege Phanosthenes erwähnt, ein Bürger von Andros, der vor dem oligarchischen Putsch des Jahres 411 geflohen war und dafür von den Athenern das Bürgerrecht erhalten hatte. Phanosthenes hatte allerdings nur noch vier Schiffe für die Blockade zur See. Trotzdem gelang ihm damit die Kaperung von zwei spartanischen Blockadebrechern und die Gefangennahme ihres Kommandanten Dorieus aus Rhodos. Obwohl Dorieus von den Athenern wegen seiner Rolle beim Abfall von Thurioi und der Teilnahme an der Schlacht von Abydos zum Tode verurteilt worden war, ließ man ihn, wohl aufgrund seines Prestiges als ehemaliger Olympiasieger, ohne Lösegeld frei.

## Abzug
Auch die geringen Kräfte des Phanosthenes dürften spätestens im folgenden Jahr abgezogen sein, da die Athener nach der Schlacht von Mytilene alle verfügbaren Schiffe für die Schlacht bei den Arginusen (406 v. Chr.) zusammenzogen, um den auf der Insel Lesbos belagerten Konon aus seiner verzweifelten Lage im Hafen von Mytilene zu befreien.

## Folgen
Die Belagerung von Andros zeigte die Schwierigkeiten Athens, dem es trotz enormer Anstrengungen nicht gelang, seine verlorenen Besitzungen in der Ägäis zurückzugewinnen. Ausschlaggebend dafür war vor allem die permanente Bedrohung durch die mit persischen Subsidien immer wieder neu aufgerüstete Flotte Spartas. 